# Héctor Noguera
Héctor Eugenio Noguera Illanes (Santiago de Chile, 8 de julio de 1937) es un actor, director de teatro y académico chileno, que recibió el 12.º Premio Nacional de Artes de la Representación y Audiovisuales Chile.
Noguera es director artístico de Teatro Camino, Académico de Número de la Academia Chilena de Bellas Artes desde 1991, y presidente del directorio de la Fundación Teatro a Mil.

## Biografía
Nació el 8 de julio de 1937 en Santiago de Chile. Hijo de Héctor Noguera Prieto y de Yolanda Illanes Benítez. Por su lado paterno, es tatanieto de José Joaquín Prieto Vial; presidente de la República de Chile entre 1831 y 1841. Su padre murió dos años después de su nacimiento, por lo que su madre, y sus abuelos asumieron su crianza.
Noguera contrajo matrimonio con Isidora Portales Velasco (n. 1940-f. 1998); productora de teatro e hija de Alfredo Portales Mourgues; comandante en jefe del Ejército de Chile entre 1943 y 1945. Fueron los progenitores de:
1. Piedad Noguera Portales (n. 1963-), curadora y productora de teatro.
2. Amparo Noguera Portales (n. 1965-): actriz de cine, teatro y televisión.[5]

Luego, contrajo matrimonio en segundas nupcias con Claudia Berger Gradenwitz (n. 1949-); productora de televisión, con quien tuvo cuatro hijos:
1. Claudia Noguera Berger (n. 1980-f. 1980), fallece a horas de nacer.[6]
2. Diego Noguera Berger (n. 1982-), actor de cine y teatro.
3. Emilia Noguera Berger (n. 1983-), actriz y dramaturga de teatro.[7]
4. Damián Noguera Berger (n. 1990-), músico.[8]

## Estudios
Cursó sus estudios primarios y secundarios en el Colegio San Ignacio de Alonso Ovalle. En su época escolar integró una compañía de teatro infantil dirigida por el profesor de castellano Alfredo Peña.
Estudió arquitectura durante un año, y posteriormente teatro en la Escuela de Arte Dramático del Teatro de Ensayo de la Pontificia Universidad Católica de Chile (PUC), bajo la maestría de Eugenio Dittborn y Luis Alberto Heiremans.

## Carrera artística

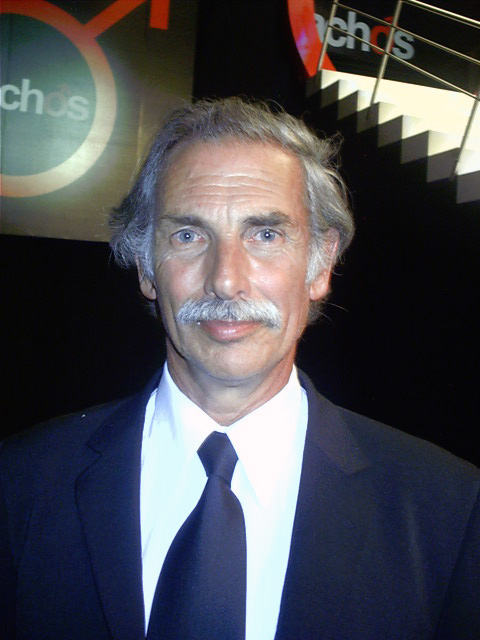
Noguera en 2003 caracterizado como Ángel, patriarca de la familia Mercader en la teleserie Machos.

Su debut profesional en teatro ocurrió en 1958 bajo el musical ¡Esta señorita Trini! de Luis Alberto Heiremans, protagonizada por Carmen Barros y Silvia Piñeiro.
En 1961 debutó en cine y protagonizó junto a Rubén Sotoconil, el filme Deja que los perros ladren, de Sergio Vodanovic, dirigida por Naum Kramarenco.
El televisión debutó en el teleteatro de Canal 13 El invernadero (1963) basado en El león dormido, de Graham Greene, junto a Malú Gatica —quién regresaba al país tras su paso por Hollywood— y marcó el debut de Sonia Viveros, bajo la dirección de Hugo Miller.
Debutó como actor en las fotonovelas Ecran y Cine Amor en la década de 1960, y a fines de aquellos años, actuó en la película El Chacal de Nahueltoro de Miguel Littín (1967).
La mayor parte de su trabajo teatral como actor, director artístico y profesor lo desarrolló en el Teatro de la Universidad Católica (TEUC), donde permaneció hasta 1995 y del que fue también director y subdirector. A fines de los años noventa funda el Teatro Camino, del que es director artístico. Ha realizado 120 estrenos y recorrido numerosos países de América y Europa con su repertorio.
Como actor de teatro ha integrado diversas compañías como el Ictus, el Teatro de Comediantes y Teatro Q.
Ha participado de exitosas telenovelas, logrando una amplia popularidad por sus personajes de televisión como Federico Valdivieso en Sucupira (1996), Ignacio Meyer en Oro Verde (1997), ambas con Delfina Guzmán, Rey Melquíades en Romané (2000) y Mister William Clark en Pampa Ilusion (2001), ambas con Claudia Di Girolamo, y Ángel Mercader en Machos (2003; con Liliana Ross). 
En 2006, Noguera es nombrado por Chile elige como el segundo mejor actor chileno de todos los tiempos.
Ha ejercido la docencia en diversas universidades; es decano de la Facultad de Artes de la Universidad Mayor y profesor titular de la Católica.
Desde 1991 es miembro de número de la Academia Chilena de Bellas Artes, donde ocupa el sillón Nº26. En 2015 fue distinguido con el Premio Nacional de Artes de la Representación y Audiovisuales por su consagrada trayectoria en área de las artes escénicas y disciplinarias en Chile.
En 2008 fue conductor del docurreality sobre cárceles Nadie está libre, junto a Diana Bolocco y Cristián Sánchez.
En 2019 El museo de Cera de la Municipalidad de Las Condes creó una figura de Héctor.

## Filmografía

### Cine
| Año  | Título                              | Rol                      | Director            | Notas |
| ---- | ----------------------------------- | ------------------------ | ------------------- | ----- |
| 1961 | Deja que los perros ladren          | Octavio                  | Naum Kramarenco     |       |
| 1969 | El Chacal de Nahueltoro             | Eloy Parra               | Miguel Littín       |       |
| 1970 | En fin del juego                    |                          | Luis Cornejo        |       |
| 1972 | Estado de sitio                     | Líder tupamaro           | Costa-Gavras        |       |
| 1975 | La pérgola de las flores            | Carlucho                 | Hugo Miller         |       |
| 1980 | La rosa de los vientos              | Padre Santiago           | Patricio Guzmán     |       |
| 1985 | Sexto A 1965                        | Emilio Farías            | Claudio Di Girolamo |       |
| 1988 | Imagen latente                      |                          | Pablo Perelman      |       |
| 1991 | La frontera                         | Padre Patricio           | Ricardo Larraín     |       |
| 1992 | Archipiélago                        |                          | Pablo Perelman      |       |
| 1999 | La chica del Crillón                | Francisco Iturrigorriaga | Alberto Daiber      |       |
| 2000 | 30 ans                              | Luis Miguel Suerte       | Laurent Perrin      |       |
| 2003 | Subterra                            | Luis Cousiño             | Marcelo Ferrari     |       |
| 2006 | Fuga                                | Dr. Klaus Roth           | Pablo Larraín       |       |
| 2008 | Desierto sur                        | Iñaki Martiarena         | Shawn Garry         |       |
| 2008 | El regalo                           | Nicolás                  | Cristián Galaz      |       |
| 2013 | Mr. Kaplan                          | Jacobo Kaplan            | Álvaro Brechner     |       |
| 2015 | Héroes, el asilo contra la opresión | Miguel Echazarreta       | Esteban Vidal       |       |
| 2016 | Noche                               | Guillermo Barros         | Inti Carrizo        |       |
| 2016 | Neruda                              | Senador de la República  | Pablo Larraín       |       |
| 2020 | Los invitados                       | Verner                   | Valentina Arango    |       |
| 2022 | El Pa(de)ciente                     | Sergio Graf              | Constanza Fernández |       |

### Telenovelas
| Año       | Título                   | Papel                      | Canal               |
| --------- | ------------------------ | -------------------------- | ------------------- |
| 1965      | El litre 4196            | Gerardo Olivares           | Canal 13            |
| 1967      | Los días jóvenes         | Álvaro Arrau               | Canal 13            |
| 1972      | La sal del desierto      | Bernardo Covarrubias       | Televisión Nacional |
| 1977      | Padre Gallo              | Patricio                   | Canal 13            |
| 1985      | Matrimonio de papel      | Javier Moyano              | Canal 13            |
| 1988      | Semidiós                 | Emilio Ponce               | Canal 13            |
| 1991      | Volver a empezar         | Ignacio Urmeneta           | Televisión Nacional |
| 1992      | Trampas y caretas        | Guido Correa               | Televisión Nacional |
| 1993      | Ámame                    | Américo De Bantes          | Televisión Nacional |
| 1994      | Rompecorazón             | Álvaro Sullivan            | Televisión Nacional |
| 1995      | Estúpido Cupido          | Mons. Ernesto Recalde      | Televisión Nacional |
| 1996      | Sucupira                 | Federico Valdivieso        | Televisión Nacional |
| 1997      | Oro Verde                | Ignacio Meyer              | Televisión Nacional |
| 2000      | Romané                   | Melquíades Antich          | Televisión Nacional |
| 2001      | Pampa Ilusión            | William Clark              | Televisión Nacional |
| 2003      | Machos                   | Ángel Mercader             | Canal 13            |
| 2004      | Tentación                | Julián Domínguez           | Canal 13            |
| 2006      | Descarado                | Franco Miretti             | Canal 13            |
| 2007–2008 | Lola                     | Carlos Aguirre             | Canal 13            |
| 2009      | Sin Anestesia            | Alfonso Valenzuela         | Chilevisión         |
| 2010      | Mujeres de lujo          | Ronny Palma                | Chilevisión         |
| 2011      | Infiltradas              | Faustino Santo Domingo     | Chilevisión         |
| 2012–2013 | La Sexóloga              | Hernán Hidalgo             | Chilevisión         |
| 2014      | Las Dos Carolinas        | Rolando Vallejos           | Chilevisión         |
| 2017      | Perdona nuestros pecados | Mons. Remigio Subercaseaux | Mega                |
| 2018–2019 | Casa de muñecos          | Sergio Falco               | Mega                |
| 2019      | Juegos de poder          | Patricio Egaña             | Mega                |
| 2021–2022 | Pobre novio              | Arturo Thompson            | Mega                |
| 2023–2024 | Como la vida misma       | Armando Morales            | Mega                |
| 2024      | El señor de La Querencia | Mons. Mariano Echaurren    | Mega                |
| 2025–2026 | Aguas de oro             | Ernesto Ruiz-Tagle         | Mega                |

### Series y unitarios
| Año       | Telenovela               | Personaje               | Canal               |
| --------- | ------------------------ | ----------------------- | ------------------- |
| 1963      | El invernadero           |                         | Canal 13            |
| 1974      | Parejas de trapo         |                         | Canal 13            |
| 1975      | La pérgola de las flores | Carlucho                | Televisión Nacional |
| 1998-1999 | Sucupira, la comedia     | Federico Valdivieso     | Televisión Nacional |
| 2006      | Huaiquimán y Tolosa      | Carlos Montoya          | Canal 13            |
| 2007      | Héroes                   | Ambrosio O'Higgins      | Canal 13            |
| 2014      | Sudamerican Rockers      | Alfredo Benítez         | Chilevisión         |
| 2017      | Neruda, la serie         | Senador de la República | Mega                |
| 2020      | Historias de cuarentena  | Aníbal                  | Mega                |

## Programas de televisión
- Acoso textual (Canal 13, 2004) - Invitado
- Sin maquillaje (TVN, 2011) - Invitado
- Sin Dios ni late (Zona Latina, 2011) - Invitado
- Zona de Estrellas (Zona Latina, 2012) - Invitado
- Cadena nacional (Via X, 2013) - Invitado
- Súper bueno (Via X, 2014) - Invitado

## Premios
- Premio Chilena Consolidada al Mejor actor del año 1977
- Premio APES 1977: Mejor actor de teatro
- Premio Chilena Consolidada al Mejor actor del año 1979
- Premio Laurel de Oro 1979 al mejor actor de teatro.
- Premio Municipal de Arte, otorgado por la Ilustre Municipalidad de Santiago.
- Premio APES 1996: Mejor actor principal (Sucupira)
- Medalla de Santiago 1997,[14] entregada por la Ilustre Municipalidad de Santiago.
- Premio APES 2000: Mejor actor principal (Romané)
- Kusillo de la Paz 2000 (Festival de Teatro de La Paz, FITAZ, Bolivia)[15]
- Premio Decantador, como la figura más destacada del teatro latinoamericano en Bolivia, 2005.
- Finalista del Premio Altazor 2001 de Artes Escénicas en la categoría de actor de televisión por su papel en Romané[16]
- Premio APES 2003: Mejor actor principal (Machos)
- Premio APES 2005: Mejor actor de teatro (Novecento: Pianista)
- Premio APES 2006: Trayectoria
- Medalla Honorífica de Senado de la República de Chile
- Finalista del Premio Altazor 2011 de Artes Escénicas con Rápido antes de llorar, basado en los diarios del poeta Claudio Bertoni
- Comendador de las Artes y de las Letras (Francia)
- Biarritz International Festival of Latin American Cinema (2014)  (Mr. Kaplan)
- Monte-Carlo Comedy Film Festival (2015) (Mr. Kaplan)
- Habana Film Festival (2015) (Mr. Kaplan)
- Premio Nacional de Artes de la Representación y Audiovisuales de Chile (2015)
- Premio Enrique Silva Cimma (2018)
- Distinción Homenaje por Municipalidad de La Pintana (2019)
- Premio 100 Líderes Mayores por Fundación Conecta Mayor (2021)[17]
- Premio Caleuche al Mejor actor protagónico de cine (2023)
- Premio Caleuche a la trayectoria (2023)
- Premio Cordillera a la trayectoria (2024)[18]